# 沃濟斯瓦夫縣

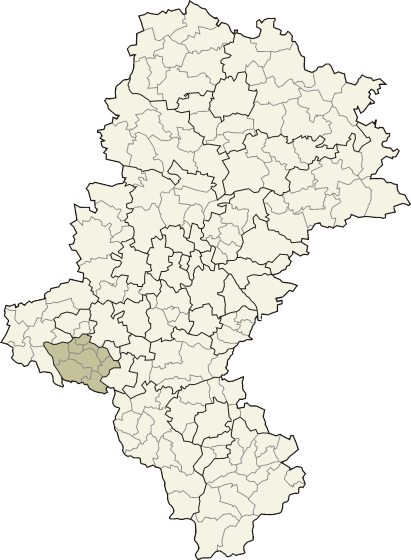

50°0′N 18°27′E / 50.000°N 18.450°E
沃濟斯瓦夫縣（波蘭語：Powiat wodzisławski），是波蘭的縣份，位於該國南部，由西里西亞省負責管轄，首府設於希隆斯克地區沃濟斯瓦夫，面積287平方公里，2006年人口155,228，人口密度每平方公里540人。